# Edmond Remy
Pour les articles homonymes, voir Remy (homonymie).
Edmond Remy, né à Soignies, le 2 juillet 1860 et mort à Heverlee, le 26 mars 1939 est un philologue belge.

## Éléments biographiques
Après des humanités au petit séminaire de Bonne-Espérance, Edmond Remy entre à l'École normale supérieure pour ecclésiastiques de l'université catholique de Louvain (UCL). Il obtient en 1884 le grade de « docteur en sciences philologiques et littéraires ».
Remy commence sa carrière dans l'enseignement secondaire. Il est successivement professeur de rhétorique (1884-1888) puis directeur du Collège Saint-Joseph de La Louvière. Il devient ensuite professeur de rhétorique (1889-1897) au petit séminaire de Bonne-Espérance, dont il sera le président de 1897 à 1898. En 1898, il est appelé à occuper la chaire de philologie latine à l'UCL.
Il est également chanoine honoraire de la cathédrale Notre-Dame de Tournai. De 1927 à 1930, il dirige la revue Le Musée belge.

## Publications
- (la) Edmond Remy, De subjunctivo et infinitivo apud Plinium Minorem dissertatio philologica (thèse de doctorat en philologie latine), Louvain, Vanlinthout, 1884, 69 p.
- J. Krekelberg, Edmond Remy et Albert Maniet, Les formes typiques de liaison et d'argumentation dans l'éloquence latine, Namur, Wesmael-Charlier, 1967 (1re éd. 1896), 146 p.
- Edmond Remy, Les enseignes romaines, Louvain, Peeters, 1905, 8 p.
- Edmond Remy, Du maintien de la langue grecque au programme de l'enseignement moyen, Louvain, Peeters, 1906, 20 p.
- Edmond Remy, « La statue équestre de Cybèle dans les cirques romains », Le musée belge : revue de philologie classique, vol. 11, no 4,‎ 1907.
- Edmond Remy, Des auteurs chrétiens et des auteurs païens dans l'enseignement moyen, Bruges, De Haene-Bossuyt, 1910, 52 p.
- Edmond Remy, Les classiques grecs et romains et la formation générale, Louvain, Peeters, 1910, 46 p.
- Edmond Remy, La première églogue de Virgile : Commentaire donné en partie dans le cours de vacance à l'Université de Louvain en 1909, Louvain, Uystpruyst, 1910, XX-159 p.
- Edmond Remy, Notes sur les humanités contemporaines, Louvain, Librairie universitaire, 1911, 82 p.
- Edmond Remy, Le comique dans le Pro Murena, Roulers, De Meester (1re éd. 1912), 73 p.
- Edmond Remy, « Cicéron et les arts figurés », Nova et Vetera,‎ 1923.
- Edmond Remy, « Trois programmes de vie civique : dignitas cum otio (Cicéron), aurea mediocritas (Horace), obsequium cum securitate (Tacite) », Les Études classiques,‎ 1935, p. 93-107.
- Edmond Remy, Un cas de conscience religieuse dans l'Antiquité, Bruxelles, Fédération nationale de l'enseignement moyen libre, 1937, 15 p.
- (fr + la) Edmond Remy (ouvrage posthume publié par C. Hanoteau et S. Patris), Trois Philippiques de Cicéron (Ire, VIIIe, XIVe), vol. 1 : Texte et traduction, Louvain, Université catholique de Louvain, coll. « Recueil de travaux d'histoire et de philologie » (no 3), 1941, XV-93 p.
- Edmond Remy (ouvrage posthume publié par C. Hanoteau et S. Patris), Trois Philippiques de Cicéron (Ire, VIIIe, XIVe), vol. 2 : Commentaires, Louvain, Université catholique de Louvain, coll. « Recueil de travaux d'histoire et de philologie » (no 3), 1941, 354 p.
- Edmond Remy, L'étude d'Horace dans la méthode de comparaison de MM. Guillaume, Baelde et Legrain, Tournai, Decallonne-Liagre, 45 p.
- Edmond Remy, La réforme de la prononciation latine dans les athénées et les collèges, 14 p.